# La Broma de Ssatán (álbum)
La Broma de Ssatán (sic) es un extended play en formato 12” de la banda La Broma de Ssatán, que fue publicado a finales de 1982. El extended play contiene 7 temas y fue editado por el sello Discos Victoria (con distribución de Edigsa), con el número de catálogo VIC-41.
En la portada se halla el vistoso logo angular del grupo y el dibujo de un gato acostado sobre unas figuras geométricas. Se lee además la leyenda «No pagues más de 395 pelas por este vinilo», lo que no significa que se vendiera a un precio reducido, sino que no debía pagarse a precio de LP, ya que se trata de un maxisencillo. En la contraportada hay el dibujo de una esquina de una calle, con un cubo de basura, y sobre la pared desconchada se hallan algunas pintadas («Punk is not dead», la A en un círculo) y un cartel, en el que están escritos los datos del disco. Además, en el lado derecho se ve parte de la silueta de un punk a punto de hacer otra pintada, y hay una foto del grupo.
El disco fue reeditado en 2000 por el sello Potencial Hardcore. El éxito de la reedición condujo a la reunión del grupo.

## Listado de temas

### Cara A
1. «Terrorismo autorizado»
(La Broma de Ssatán)
2. «Baila pogo sobre un nazi»
(La Broma de Ssatán)
3. «Ahógate en el WC»
(La Broma de Ssatán)

### Cara B
1. «Conflicto mundial»
(La Broma de Ssatán)
2. «Huérfano adoptado»
(La Broma de Ssatán)
3. «El loco»
(La Broma de Ssatán - Andrés Rodríguez)
4. «Vete a morir a El Salvador»
(La Broma de Ssatán)

## Personal
- Fernando Alonso - voz solista
- Ismael Díaz - bajo y coros
- José Ramón Milán - guitarra y coros
- José Luis Martínez - batería y coros

## Personal adicional
Yolanda Törngren - voz femenina en «Baila pogo»

Charlie (Carlos González Soriano) Formó parte del grupo pero debido a problemas personales lo tuvo que abandonar, no obstante seguía yendo a conciertos. (Padre de Paula González Palomares) - coros en «Ahógate en el WC» y «Vete a morir a El Salvador»

Andrés - coros en «Terrorismo autorizado» y «Huérfano adoptado»

## Otros datos
- Una producción de Discos Victoria realizada por Andrés Rodríguez. Ayudante producción: Paco Garrido.
- Arreglos: La Broma de Ssatán - Andrés Rodríguez
- Grabado en Sintonía por Fernando Fernández y Álvaro Salinas